# Długi Staw Wielicki
Długi Staw Wielicki (słow. Dlhé pleso, Dlhé pleso Velické, niem. Langer See, Felker Langer See, węg. Hosszú-tó, felkai-völgyi Hosszú-tó) – staw położony w środkowych partiach Doliny Wielickiej w słowackiej części Tatr Wysokich. Znajduje się na wysokości 1945 m n.p.m., pomiędzy potężnym masywem Gerlacha a Suchą Kopą (Guľatý kopec, 2121 m), która rygluje od wschodu górne piętro doliny. Pomiary pracowników TANAP-u z lat 60. XX w. wykazują, że jego powierzchnia to 0,63 ha, wymiary 185 × 61 m i głębokość ok. 5 m. Leży w kotlince, otoczony złomami u stóp najwyższego tatrzańskiego masywu – Gerlacha. Jest zasypywany przez piargi zsuwające się Żlebem Karczmarza i Żlebem Darmstädtera. Dzięki przezroczystej wodzie widoczne jest dno stawu nawet w najgłębszych miejscach.
Ze stawu wypływa Wielicka Woda, która poniżej stawu przepływa przez Wyżni Wielicki Ogród.

## Szlaki turystyczne
– zielony szlak znad Wielickiego Stawu przechodzi obok Długiego Stawu Wielickiego i wiedzie dalej na Polski Grzebień.
- Czas przejścia znad Wielickiego Stawu do Długiego Stawu Wielickiego: 1 h, ↓ 0:45 h
- Czas przejścia od Długiego Stawu Wielickiego na Polski Grzebień: 0:45 h, ↓ 0:30 h